# 中国铁路高速列车
中国铁路高速列车，是中国铁路总公司高速铁路列车（动车组）的品牌名称。

## 铁路車輛

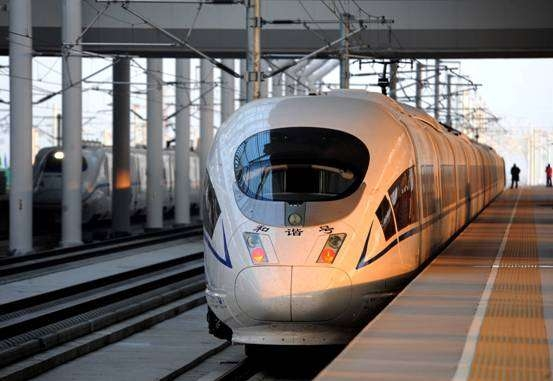
CRH380BL

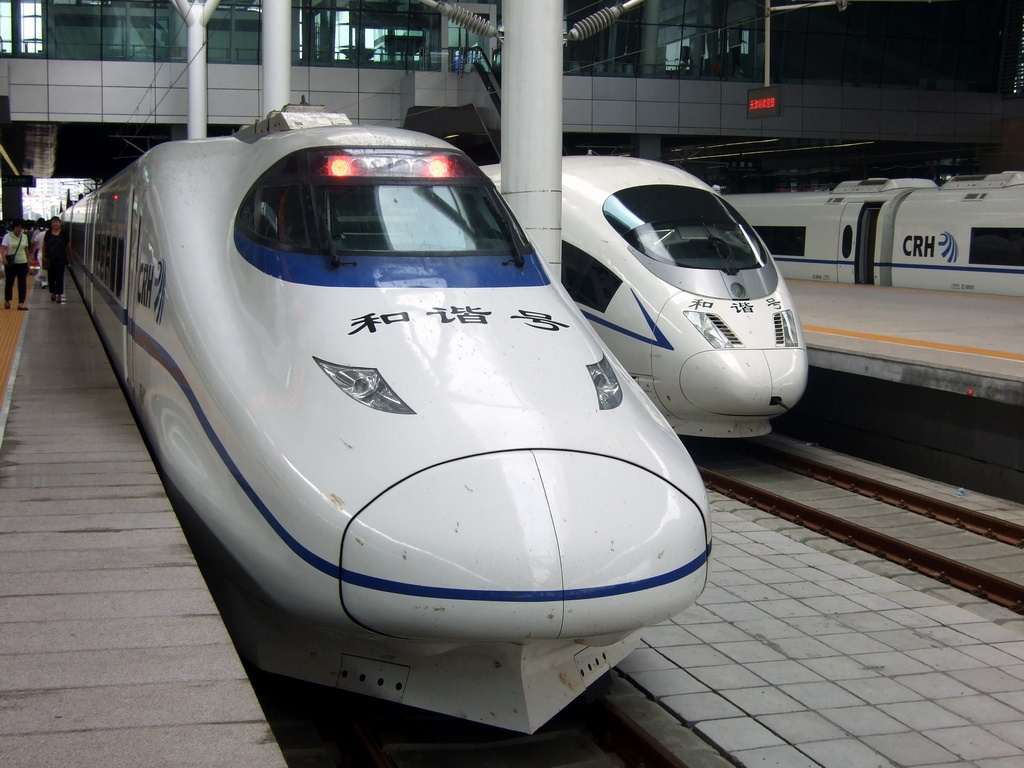
CRH2C&CRH3C

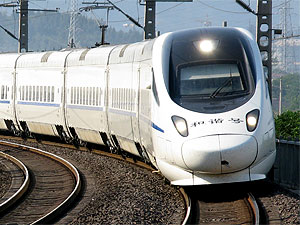
CRH5A

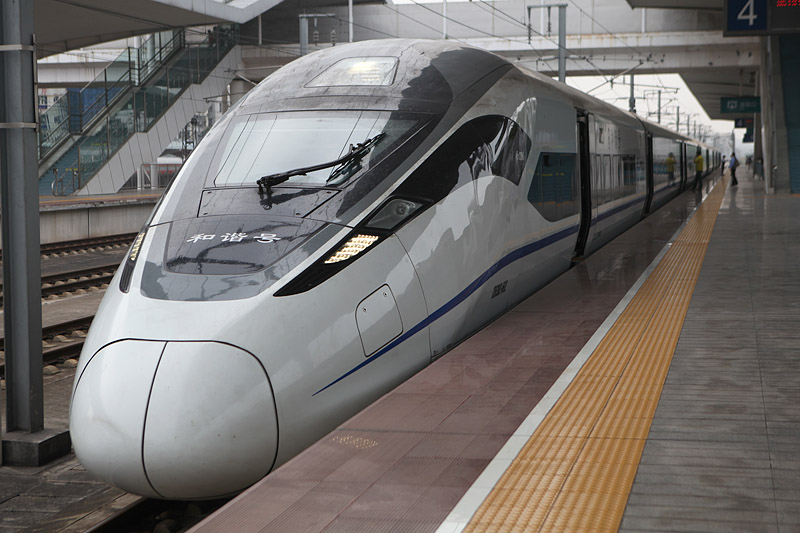
CRH380D

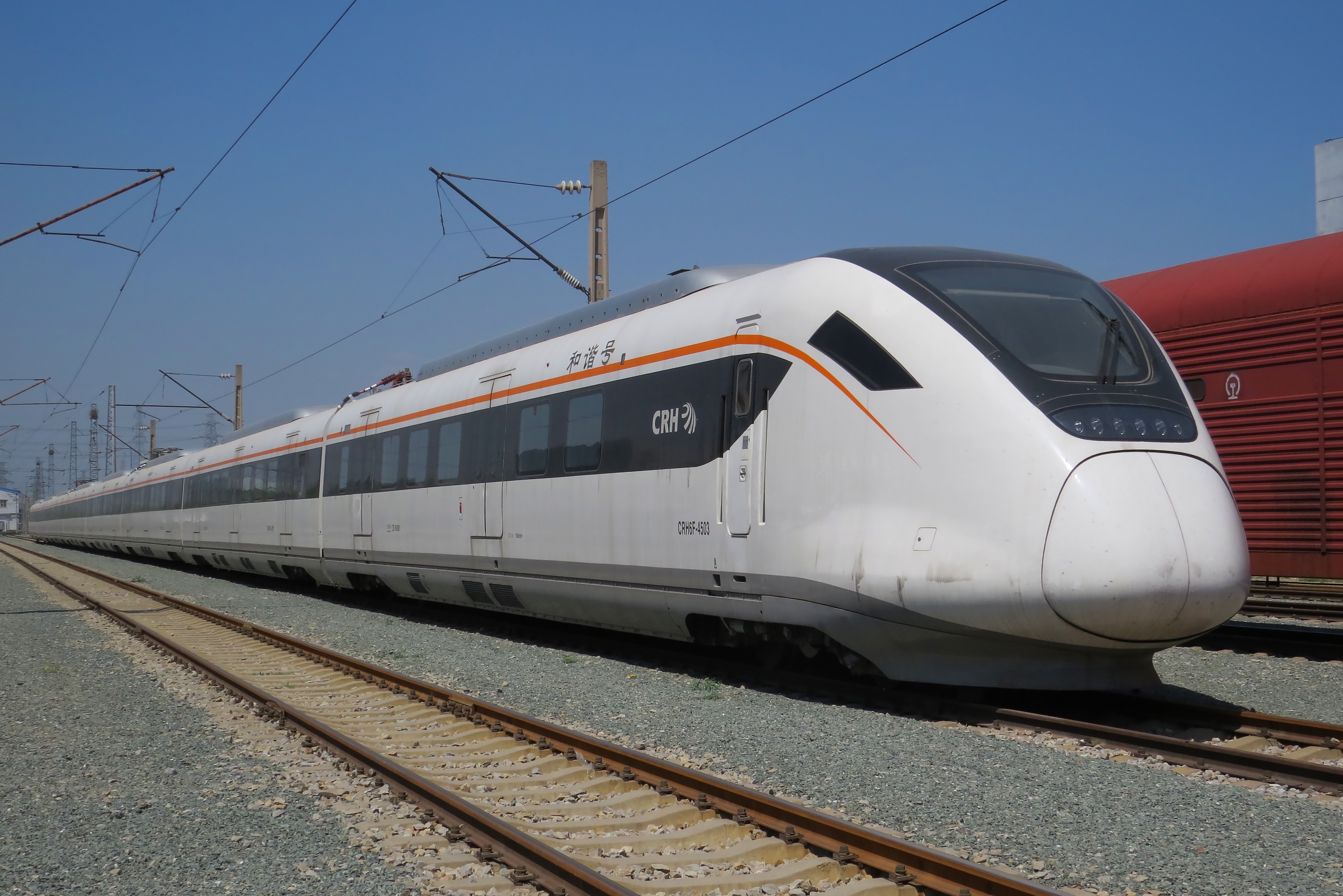
CRH6F

CRH系列高速電力動車組均采用动力分散式，运行时速达200公里以上，最高可达400公里以上。中华人民共和国铁道部由2004年起先后向加拿大庞巴迪、日本川崎重工业、法国阿尔斯通、德国西门子公司等外國企業购买高速鐵路車輛技术，以引進国外先进技术并吸收的方式，由中国中车(當時尚未合併，機車分別由南車、北車製造)旗下的車輛製造企業生产，達到一定程度的國產化，并再以此為基礎進行自主创新研發。鐵道部將所有引進國外技術、聯合設計生產的CRH系列动车组均命名為和諧號。这些高速列车在2007年4月18日实施中国铁路第六次大提速后投入正式运营。
现有的CRH系列高速动车组共分为8个系列，以生产厂商进行划分：
- CRH1 — 以庞巴迪Regina C2008为基础，由合資公司青島四方龐巴迪鐵路運輸設備有限公司生產。
- CRH2 — 以川崎重工业新幹線E2-1000型动车组為基礎，中国中车集团青島四方机车车辆股份有限公司负责国内生产。
- CRH3 — 以西门子ICE3为基础，由中国中车集团唐山轨道客车有限责任公司负责国内生产。
- CRH5 — 以阿尔斯通Pendolino动车组为基础，由中国中车集团长春轨道客车股份有限公司负责国内生产。
- CRH6 — 该系列列车是中国自主研发设计，由中国中车集团南京浦镇车辆有限公司负责国内生产。
- CJ1 — 该系列列车是中国自主研发设计，由中国中车集团长春轨道客车股份有限公司和唐山轨道客车股份有限公司负责国内生产。
- CRH380 — 该系列列车是中国自主研发设计，由中国中车集团旗下的青島四方机车车辆股份有限公司、长春轨道客车股份有限公司和唐山轨道客车股份有限公司负责国内生产。
- 复兴号电力动车组— 该系列列车是中国自主研发设计，由青島四方龐巴迪鐵路運輸設備有限公司、中国中车集团旗下的青島四方机车车辆股份有限公司、长春轨道客车股份有限公司和唐山轨道客车股份有限公司负责国内生产。

CRH1、CRH2、CRH3C、CRH5按列车编组、速度等方式划分为7大类型，以7个英文字母（A、B、C、D、E、G、H、J）表示：
| 英文字母 | 设计速度（km/h） | 编组形式                    | 车型代表                   |
| -------- | ---------------- | --------------------------- | -------------------------- |
| A        | 200～250         | 8节编组座车                 | CRH1A、CRH2A、CRH3A、CRH5A |
| B        | 200～250         | 16节大编组座车              | CRH1B、CRH2B               |
| C        | 300～350         | 8节编组座车                 | CRH2C、CRH3C               |
| D        | 300～350         | 16节大编组座车              |                            |
| E        | 200～250         | 16节大编组卧铺动车          | CRH1E、CRH2E、CRH5E        |
| G        | 200～250         | 8节编组耐高寒座车           | CRH2G、CRH5G               |
| H        | 200～250         | 8节编组耐高寒抗風沙座车     |                            |
| J        | 200～250         | 8节编组綜合檢測车「黃醫生」 | CRH2J、CRH5J               |

CRH3A、CJ1、CRH6现有4种型号：
| 英文字母 | 设计速度（km/h） | 编组形式          | 车型代表          |
| -------- | ---------------- | ----------------- | ----------------- |
| A        | 200～250         | 8节编组座车       | CRH6A、CRH3A、CJ1 |
| A-A      | 200～250         | 4节编组座车       | CRH6A-A、CRH3A-A  |
| F        | 160              | 8节编组城际动车组 | CRH6F             |
| F-A      | 160              | 4节编组城际动车组 | CRH6F-A           |

CRH380现有4种型号：
- CRH380A
- CRH380B
- CRH380C
- CRH380D

每个型号下又有5个子型号，代号如下
| 英文字母 | 编组形式                    | 车型代表                               |
| -------- | --------------------------- | -------------------------------------- |
| -        | 8节编组座车                 | CRH380A、CRH380B、CRH380C、CRH380D     |
| G        | 8节编组耐高寒座车           | CRH380BG                               |
| J        | 8节编组綜合檢測车「黃醫生」 | CRH380AJ、CRH380BJ                     |
| L        | 16节大编组座车              | CRH380AL、CRH380BL、CRH380CL、CRH380DL |
| M        | 6节编组更高速度試驗列車     | CRH380AM                               |

复兴号电力动车组现有5种型号：
- CR400AF
- CR400BF
- CR300AF
- CR300BF
- CR200J（非高速）。

每个型号（除CR200J外）下又有以下子型号，代号如下
| 英文字母 | 编组形式                     | 车型代表 |
| -------- | ---------------------------- | --- |
| -        | 8节编组座车                  | CR400AF、CR400BF、CR300AF、CR300BF                                                                            |
| A        | 16节编组座车                 | CR400AF-A、CR400BF-A                                                                                          |
| B        | 17节编组座车(超長陸地航班)   | CR400AF-B、CR400BF-B                                                                                          |
| C        | 8节编组智能座车（有ATO设备） | CR400AF-C、CR400BF-C                                                                                          |
| E        | 16节大编组卧铺动车           | CR400BF-E |
| G        | 8节编组耐高寒座车            | CR400AF-G、CR400BF-G                                                                                          |
| J        | 8节编组綜合檢測车「黃醫生」  | CR400AF-J、CR400BF-J                                                                                          |
| Z        | 智能型座车（无ATO设备）      | 8节编组：CR400AF-Z、CR400BF-Z 8节编组耐高寒：CR400BF-GZ 16节编组：CR400BF-AZ 17节编组：CR400AF-BZ、CR400BF-BZ |

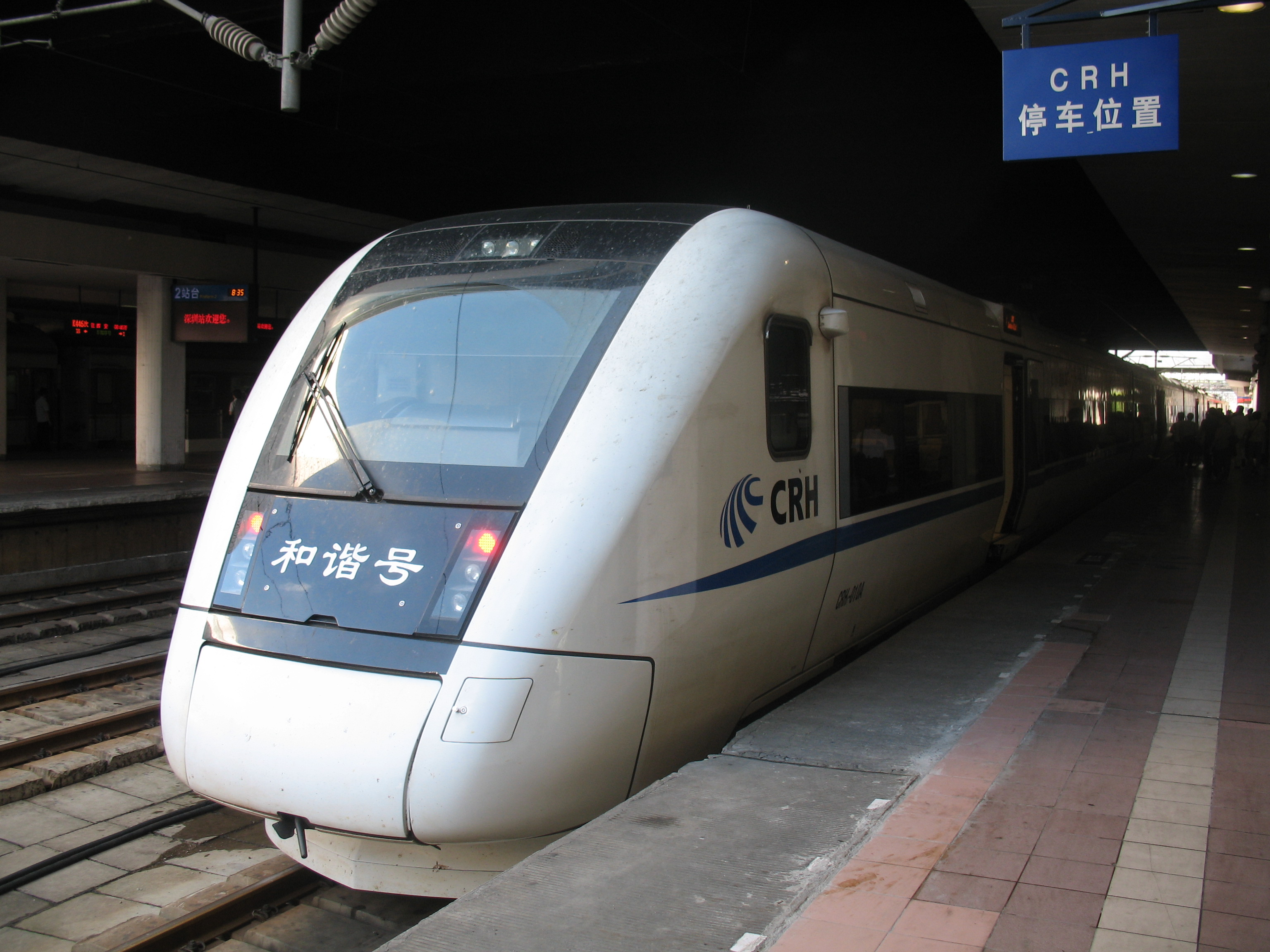
CRH1
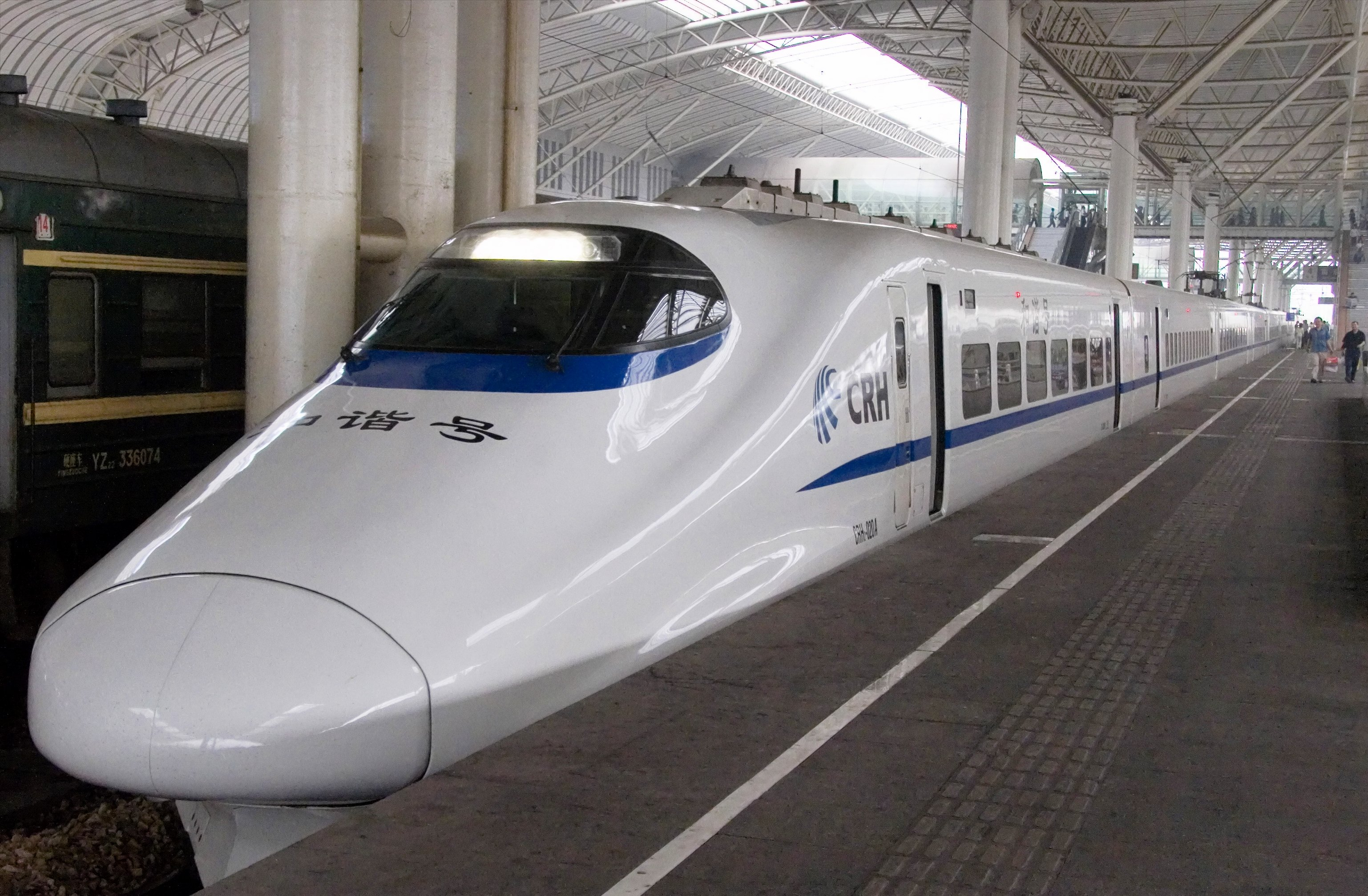
CRH2
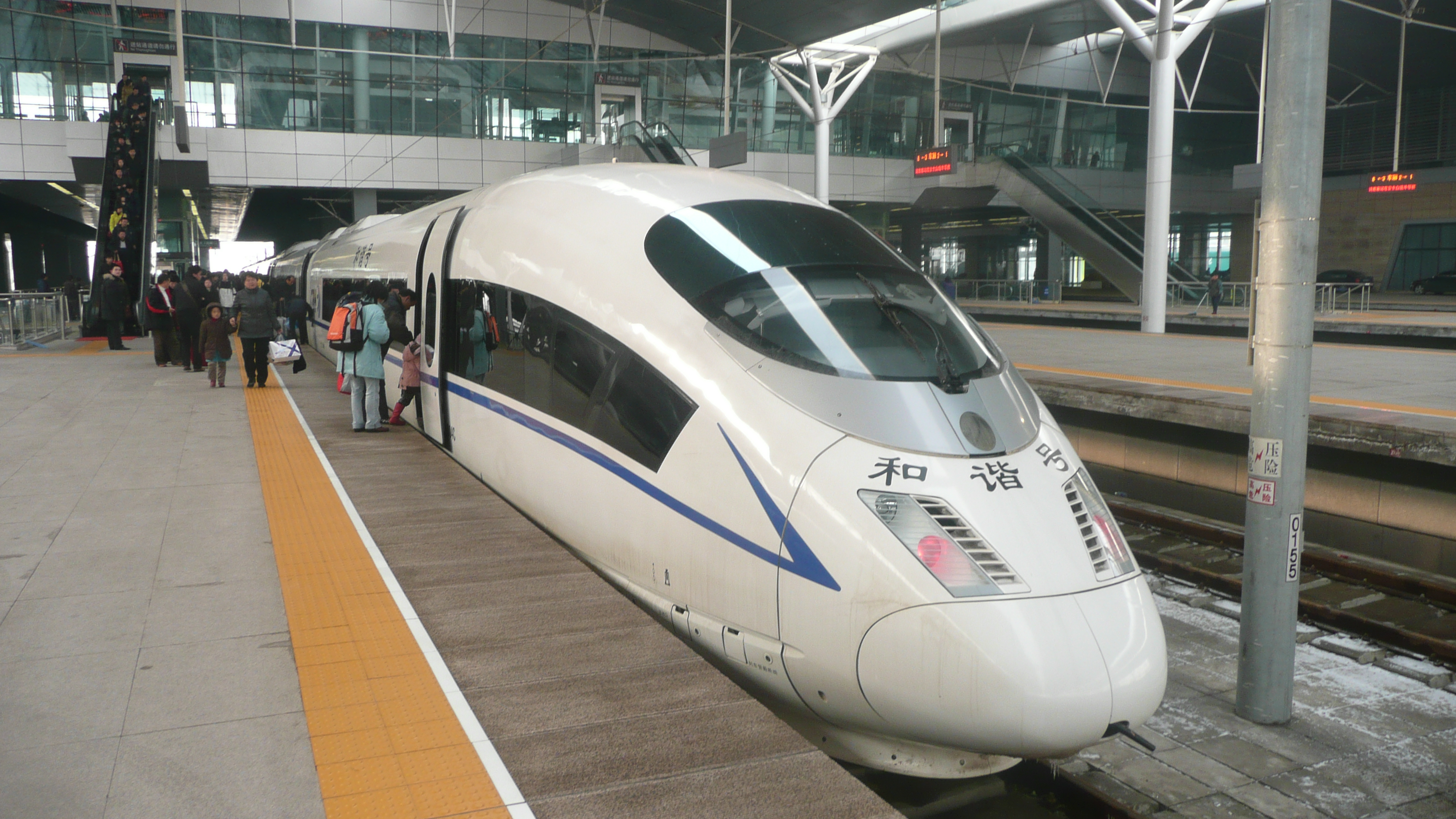
CRH3
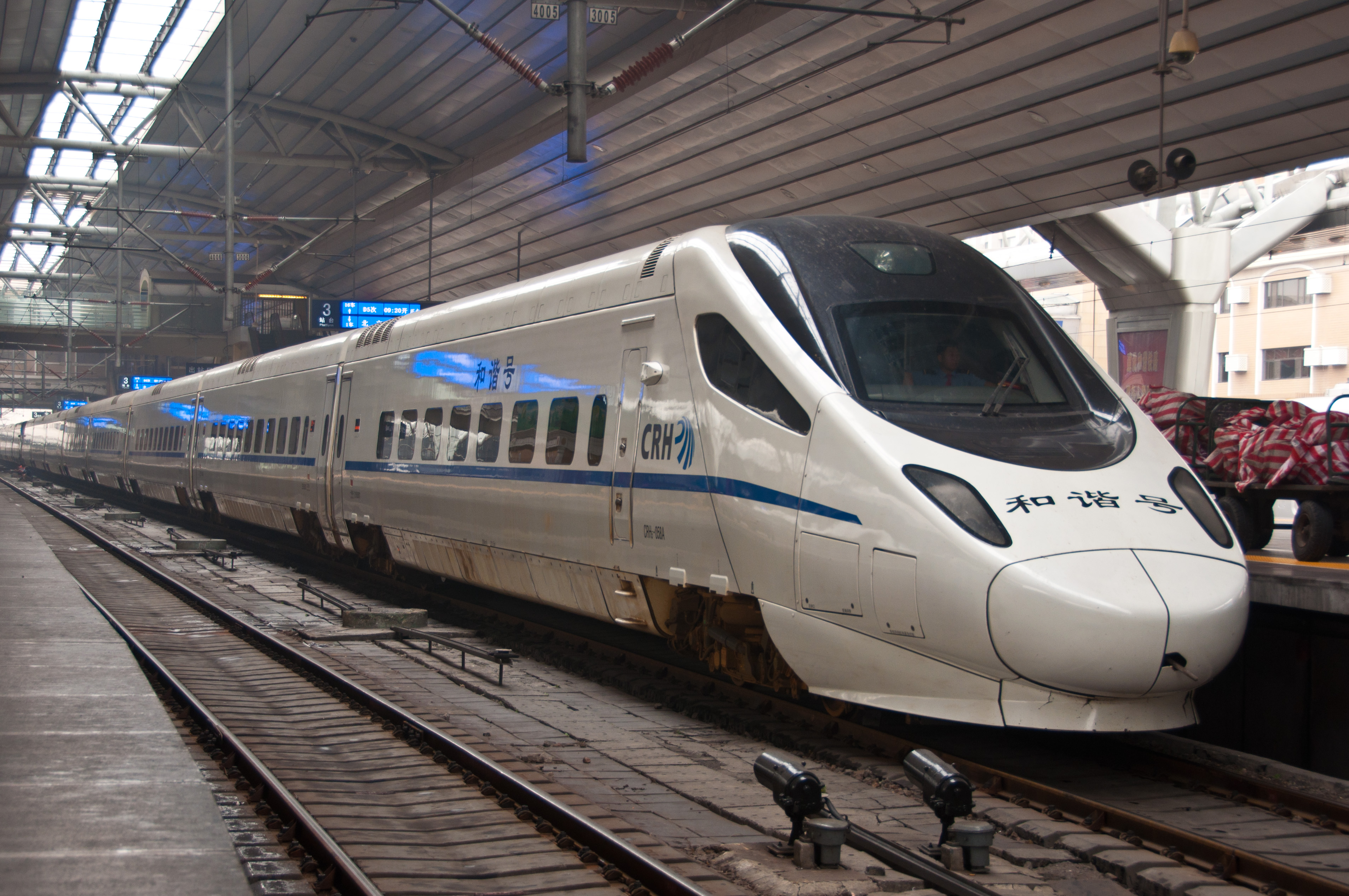
CRH5

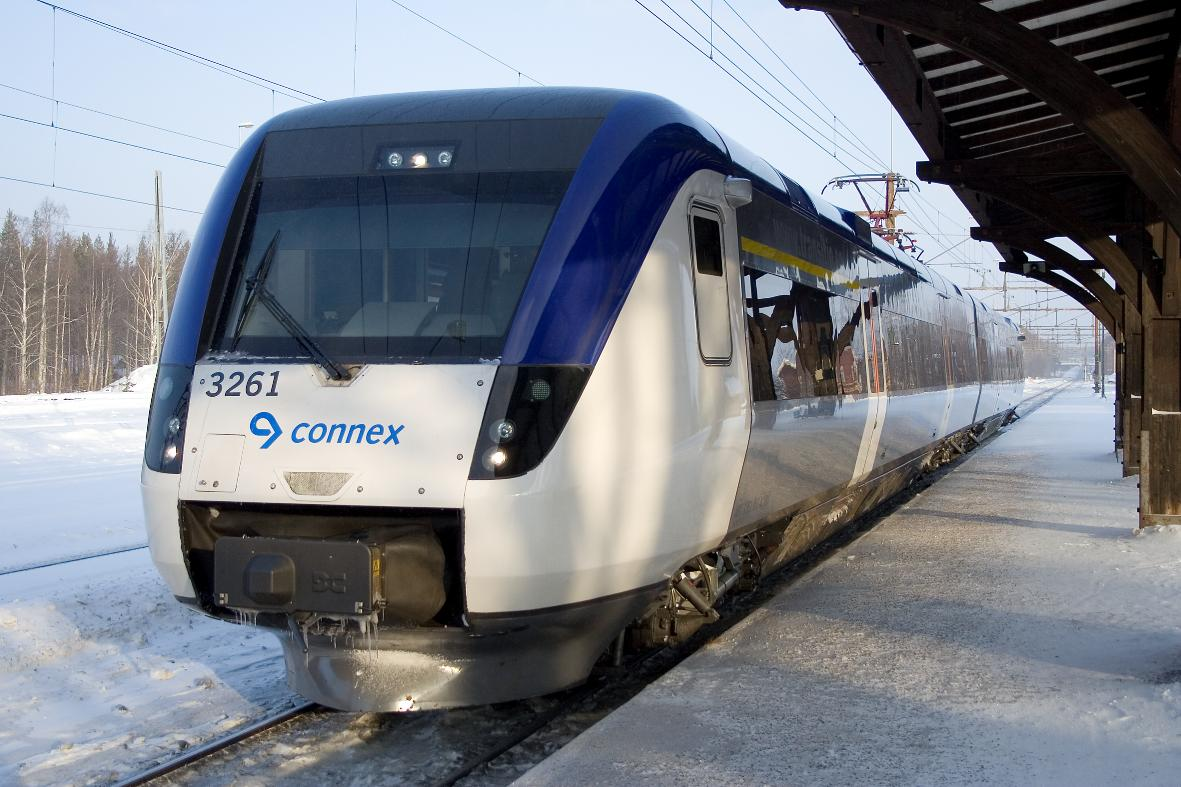
瑞典的原形車
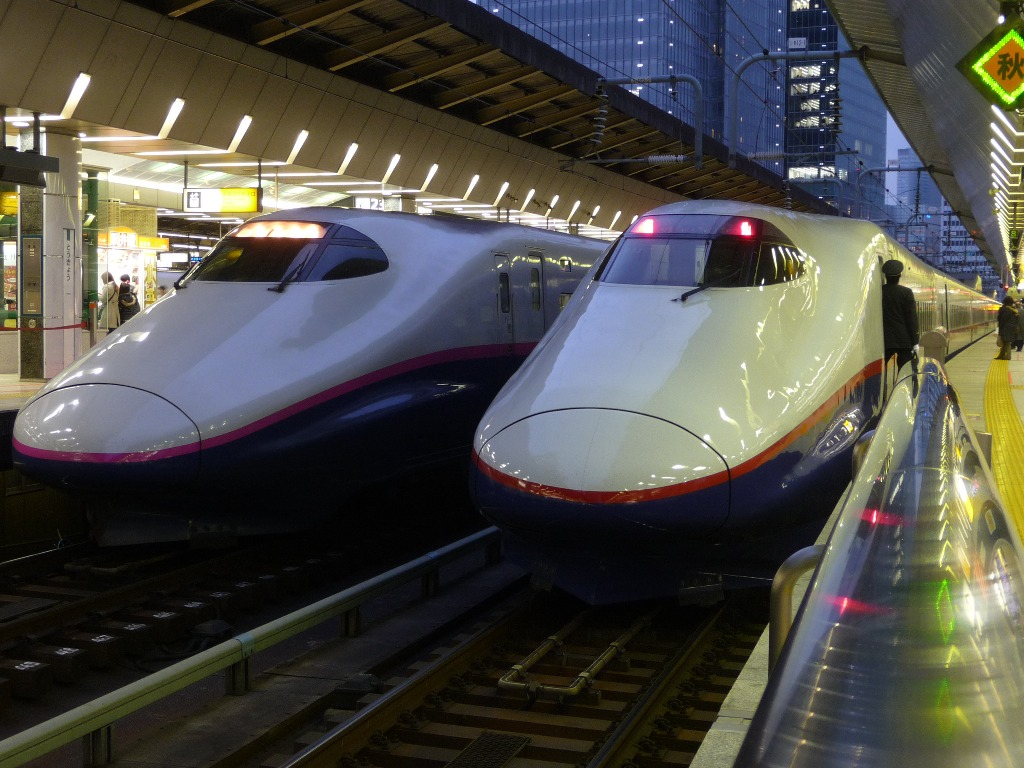
日本的原形車
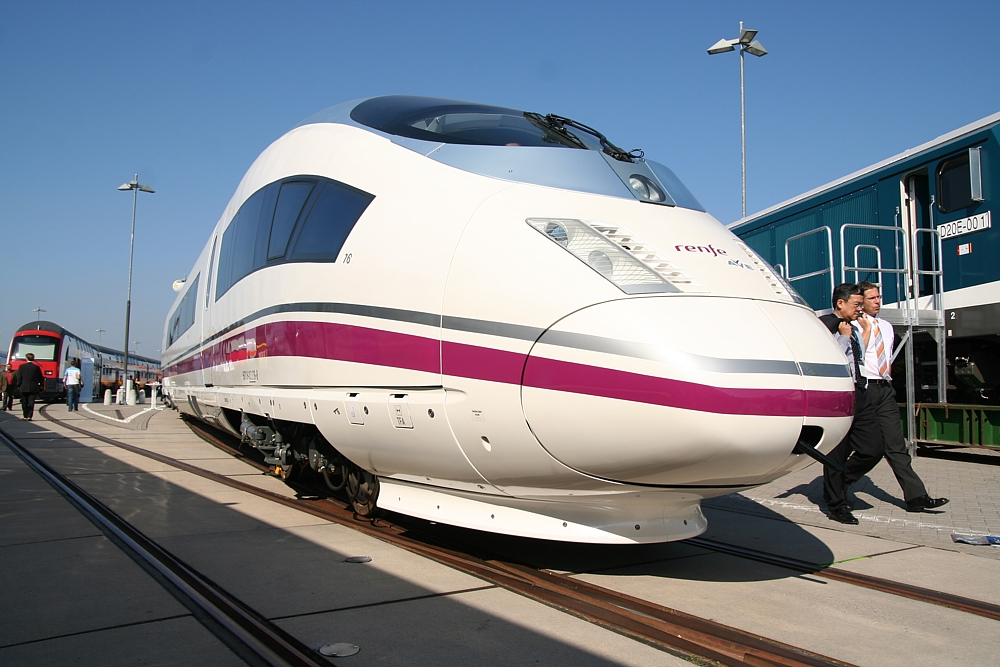
西班牙的原形車
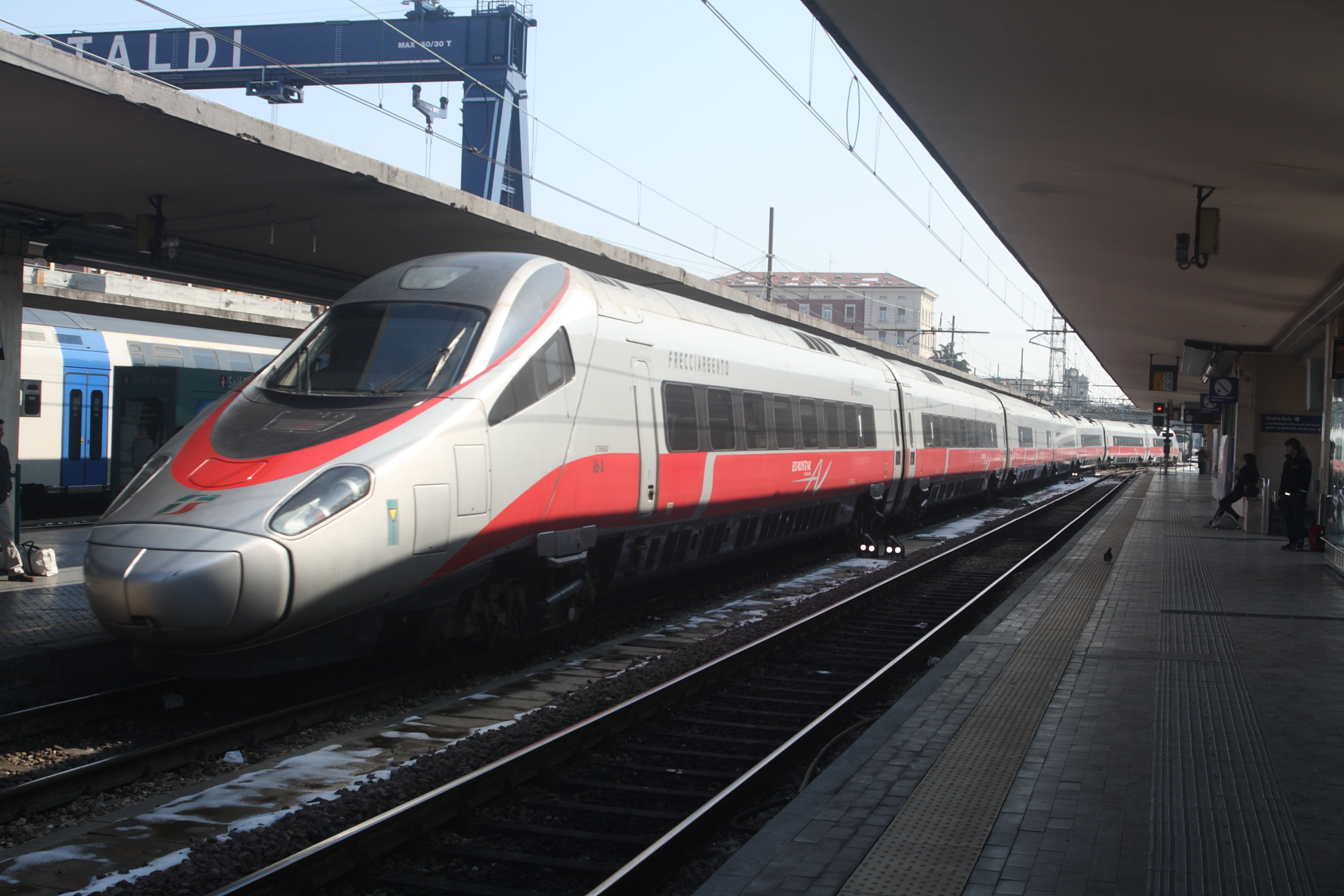
意大利的原形車

- 曾經有和谐号版本的CR400AF，CR400BF（只限樣板車）

## 技术发展
在引进国外技术以前，中國一直进行自主研發高速鐵路列车，也取得不少的成果（例如中華之星電動車組），但当时中国交流传动等核心技術仍未成熟，高速动车组的九大核心技术包括总成、车体、转向架、牵引变流、牵引控制、牵引变压、牵引电机、列车网络控制和制动系统等，尚未为中国国内企业所掌握，国产的高速动车组在技术和可靠性方面均无法与国外现今列车相比。另一方面研究过程也需要大量时间。鐵道部时任發言人張曙光表示，由于歷史原因，中国铁路技术装备的整體水平只相當于發達國家1970至1980年代的水平，高速动车组技术尚处于研发阶段，如果依靠自身力量，则可能需要十几年或更长时间追赶，也无法适应目前的经济发展。2004年，中华人民共和国国务院及铁道部確定了推進鐵路技術裝備現代化“引進先進技術、聯合設計生產、打造中國品牌”的方針。而实现铁路“跨越式发展”的重点任务即为对时速200公里以上的高速列车引进整体技术，實行“消化吸收再創新”，并在法律上取得自主知識產權。换言之铁道部采取了“市场换技术”的策略。

### 技术引进
2004年4月9日，国务院召开了关于铁路机车车辆装备现代化会议，并下发了《研究铁路机车车辆装备有关问题的会议纪要》，确定了推进铁路技术装备现代化“引进先进技术、联合设计生产、打造中国品牌”的总体方针，明确了中国铁路技术装备现代化的方向、方法和目标。
2004年6月17日：鐵道部展开为用于中国铁路第六次大提速、時速200公里级别的第一轮高速动车组技术引进招标，《人民铁道》和中国采购与招标网同时发布招标公告《时速200公里铁路动车组项目投标邀请书》，公告中明确投标主体是国内企业，但它必须取得国外先进技术的支持：“在中华人民共和国境内合法注册的，具备铁路动车组制造能力，并获得拥有成熟的时速200公里铁路动车组设计和制造技术的国外合作方技术支持的中国制造企业（含中外合资企业）”。其中招标文件中明確規定了三項原則：一是关键技术必须全面转让，二是价格必须世界最低，三是必须使用中国品牌。多家世界上掌握成熟高速动车组设计和制造技术的企业，包括德国西门子、法国阿尔斯通、日本川崎重工和加拿大庞巴迪等，最初曾希望利用在华合资公司参与动车组招标，但遭到了中国铁道部的明确拒绝。中方坚持外方向中国企业全面转让技术，特别是系统集成、交流传动等核心技术，让国内企业自己掌握核心技术；并要求国外合作方为国内企业提供技术服务与培训，提高国内企业设计、制造和质量管理人员的技术水平，从而最终实现国产化。中国国内铁路装备厂商可自由选择国外合作伙伴，投标前国外厂商必须先与中国国内制造企业签定完善的技术转让协议，以使中国有关机车车辆制造企业能够全面、系统地掌握国外先进技术，从而加快中国铁路现代化的步伐。
在这一轮投标中，动车组订单共140列、分为7包，每包20列。通过竞争和由采购方代表、采购代理代表以及来自科研机构的经济、技术、法律专家组成的评标委员会依据评标办法综合评审。最终由中国北方机车车辆工业集团所属长春轨道客车股份有限公司与法国阿尔斯通公司合作、中国南方机车车辆工业集团所属南车青岛四方机车车辆股份有限公司与日本川崎重工合作、加拿大庞巴迪公司在青岛的合资企业青岛四方庞巴迪铁路运输设备有限公司（BSP）三家企业中标，分别获得了3包（60列）、3包（60列）和1包（20列）的订单。德国西門子因提出高昂的轉讓技術、车辆造价费用（原型车每列3.5亿元人民币，技术转让费3.9亿欧元）而无法在第一轮招标获得任何订单。在首批动车组招标中，支付的技术转让金共计227亿元人民币，在招标金额中占比达51%。
2005年11月，中國鐵道部與德國西門子在“以市場換技術”的原則下簽订協議，西门子因而获得60列時速300公里的高速列車订单。

### 自主创新

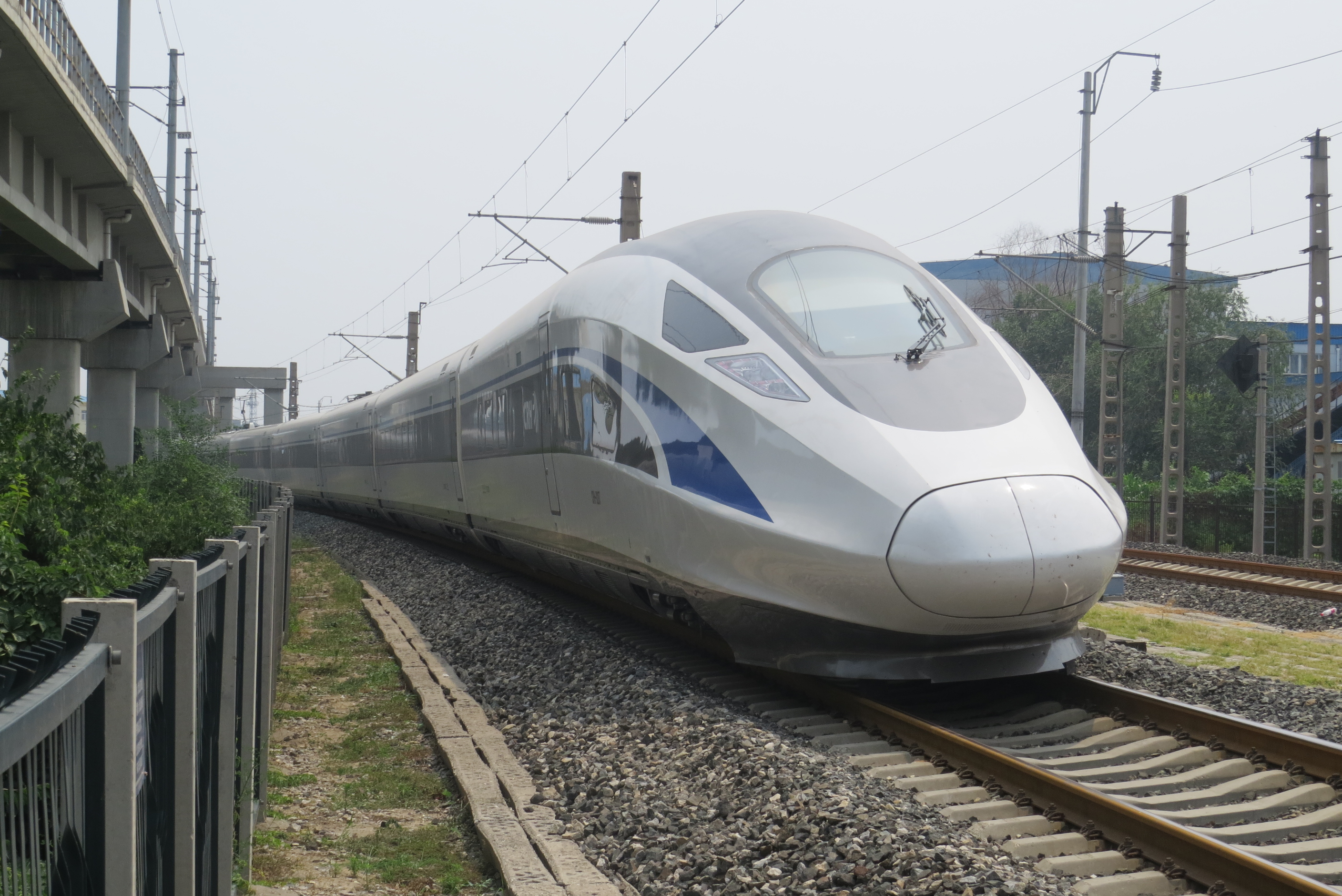
2015年四方厂制造的中国标准动车组

在引进国外高速列车先进技术后，为落实《国家中长期科学和技术发展规划纲要（2006－2020年）》的要求，通过高速铁路核心技术体系的自主创新满足中国铁路发展的需要，在2008年2月26日，中华人民共和国科技部与铁道部共同签署了《中国高速列车自主创新联合行动计划合作协议》。由两部委牵头部署，联合中国科学院、清华大学、浙江大学、北京交通大学、西南交通大学等的大量院士和科研人员，从基础理论研究、方案论证，到科学试验，凝聚中国国内最优秀的科研和产业资源，建立以产学研用相结合的创新体系，研制世界上水平最高的高速列车。
根据协议，中国高速列车自主创新联合行动计划主要有四个方面的目标：
1. 在引进技术“消化吸收再创新”的基础上，实现自主创新，自行发展关键技术，研制时速350公里及以上高速列车；
2. 建立并完善具有自主知识产权的时速350公里及以上中国高速铁路技术体系，并在取得较强的国际竞争力；
3. 发挥科技部及铁道部两部联合优势，构建高速列车技术创新链和产业学术研究联盟，增强自主创新能力；
4. 促进创新技术投产，建立中国高速列车产业链和产业群，提升中国制造相关重大装备的能力。

中华人民共和国科技部为此启动了总投资近10亿元人民币的科技计划，这也是截至目前中国科技部所支撑的计划中投资最大的一个项目。项目共设立十个课题，共汇聚了中国国内重点高校25所、一流科研院所11所、国家级实验室和工程研究中心51家，包括有院士68人、教授500余人、研究员200余人、工程技术人员上万人。此外，科技部还配合时速400公里的高速检测车和部署时速500公里高速列车预演基础研究分别安排了“863项目”和“973项目”，从而形成一系列的从基础研究到关键技术研发再到重要的装备开发的系统工程。

## 技术输出

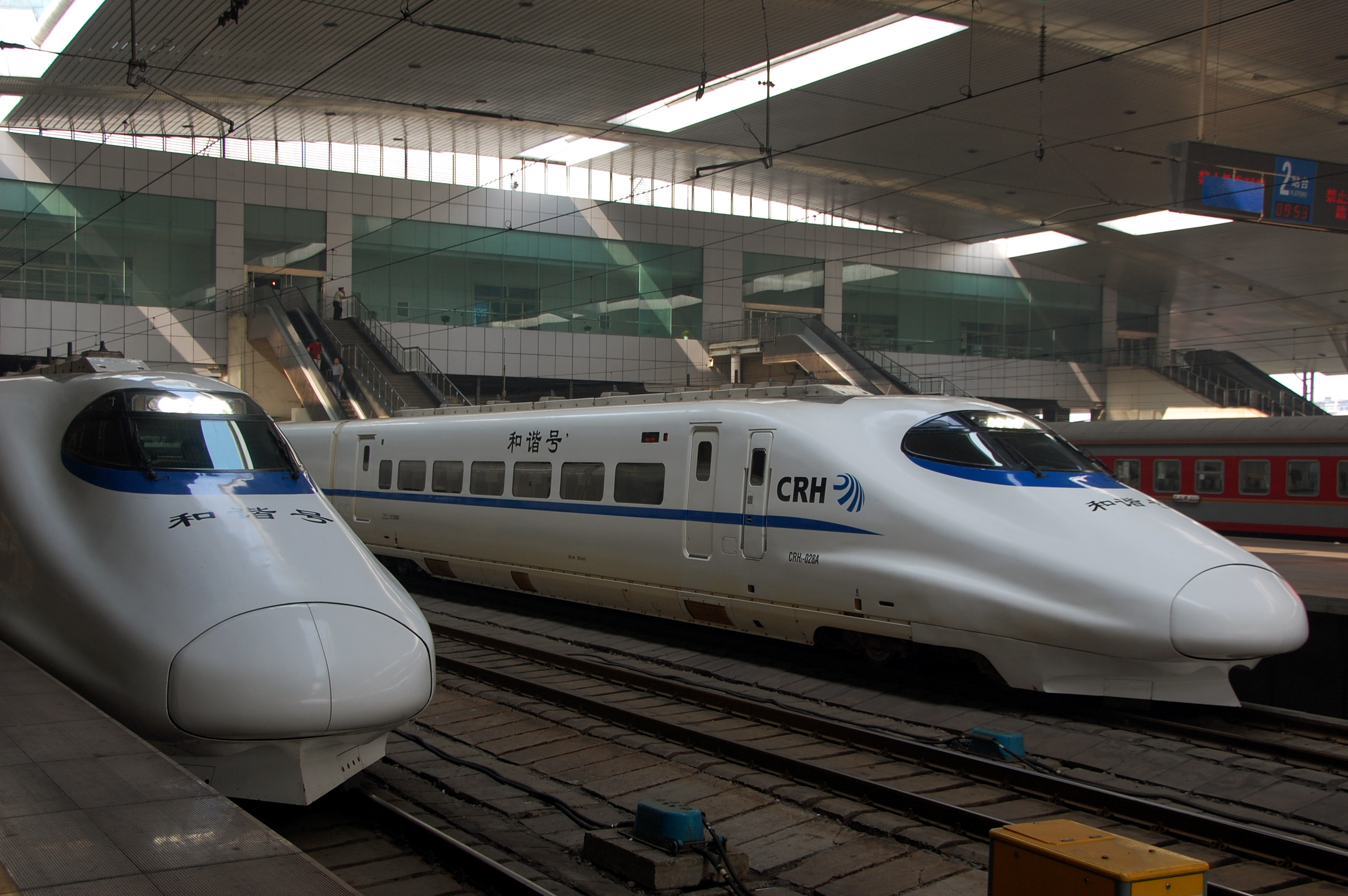
和谐号CRH2型电力动车组

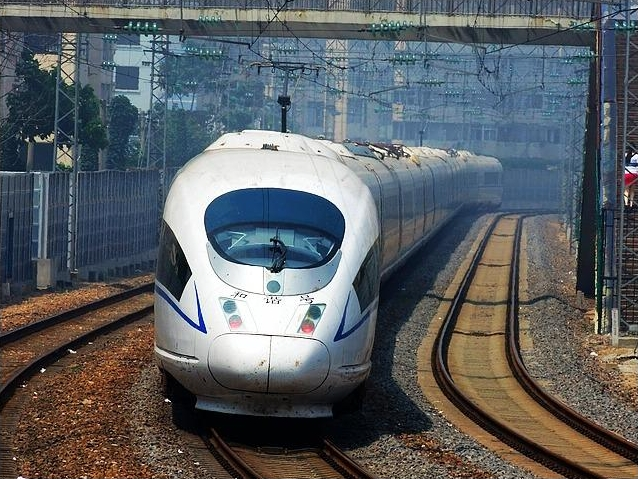
和谐号CRH380B型电力动车组

2009年7月27日，中国大陸鐵道部副總工程師張曙光表示，目前對中國高速铁路技術非常感興趣的国家有美國、印度、沙特阿拉伯和巴西。7月28日，美國聯邦鐵路署表示，美國正就引進中國大陸的高速铁路技術進行磋商。
2009年10月14日，隨同俄羅斯總理普京訪中，俄罗斯运输部、铁路股份公司與中國大陸鐵道部签署了《关于在俄罗斯境内组织和发展快速和高速铁路运输的谅解备忘录》，計劃在海參崴到伯力間採用中國大陸技術興建高速鐵路。
国务院总理李克强多次在出访中向国外推销中国大陸高铁，称其技术先进可靠，成本有国际竞争优势。在泰国、肯尼亚、越南、印度、罗马尼亚、澳洲、英国访问时都有提及，成为最亮丽的中国制造名片。
中國大陸目前制造和运营中的高速列車均为CRH（CRH，China Railway High-speed，中国铁路高速列车）系列電力動車組。該系列列車目前包括CRH1系列、CRH2系列、CRH3系列、CRH5系列、CRH6系列以及CRH380系列，均為动力分散式列車。其中CRH6系列中的部分车型为通勤运输用的中速列车。現在,中國大陸標準動車組（復興號）亦投入營運。該系列列車目前包括CR400AF、CR400BF、CR300AF、CR300BF、CR200J。

### 订单统计
| 签订合同       | 制造商                     | 速度级   | 车型              | 总数（列） | 总数（车厢） | 总值            |
| -------------- | -------------------------- | -------- | ----------------- | ---------- | ------------ | --------------- |
| 2004年10月10日 | 阿尔斯通                   | 250 km/h | CRH5A             | 3          | 24           | 6.2亿欧元       |
| 2004年10月10日 | 长春轨道客车               | 250 km/h | CRH5A             | 57         | 456          | 6.2亿欧元       |
| 2004年10月12日 | 青岛四方庞巴迪铁路运输设备 | 250 km/h | CRH1A             | 20         | 160          | 3.5亿美元       |
| 2004年10月20日 | 川崎重工                   | 250 km/h | CRH2A             | 3          | 24           | 93亿元人民币    |
| 2004年10月20日 | 南车青岛四方机车车辆       | 250 km/h | CRH2A             | 57         | 456          | 93亿元人民币    |
| 2005年5月30日  | 青岛四方庞巴迪铁路运输设备 | 250 km/h | CRH1A             | 20         | 160          | 3.5亿美元       |
| 2005年6月      | 南车青岛四方机车车辆       | 300 km/h | CRH2C（第一阶段） | 30         | 240          | 82亿元人民币    |
| 2005年6月      | 南车青岛四方机车车辆       | 350 km/h | CRH2C（第二阶段） | 30         | 240          | 82亿元人民币    |
| 2005年11月20日 | 西门子公司                 | 350 km/h | CRH3C             | 3          | 24           | 130亿元人民币   |
| 2005年11月20日 | 唐山轨道客车               | 350 km/h | CRH3C             | 57         | 456          | 130亿元人民币   |
| 2007年10月31日 | 青岛四方庞巴迪铁路运输设备 | 250 km/h | CRH1B             | 20         | 320          | 10亿欧元        |
| 2007年10月31日 | 青岛四方庞巴迪铁路运输设备 | 250 km/h | CRH1E             | 20         | 320          | 10亿欧元        |
| 2007年11月     | 南车青岛四方机车车辆       | 250 km/h | CRH2B             | 10         | 160          | 12亿元人民币    |
| 2007年11月     | 南车青岛四方机车车辆       | 250 km/h | CRH2E             | 6          | 96           | 9亿元人民币     |
| 2008年12月6日  | 南车青岛四方机车车辆       | 250 km/h | CRH2E             | 14         | 224          | 21亿元人民币    |
| 2009年9月23日  | 长春轨道客车               | 250 km/h | CRH5A             | 30         | 240          | 48亿元人民币    |
| 2009年3月16日  | 唐山轨道客车               | 380 km/h | CRH380BL          | 70         | 1,120        | 382亿元人民币   |
| 2009年3月16日  | 长春轨道客车               | 380 km/h | CRH380BL          | 30         | 480          | 382亿元人民币   |
| 2009年9月28日  | 南车青岛四方机车车辆       | 380 km/h | CRH380A           | 40         | 320          | 450亿元人民币   |
| 2009年9月28日  | 南车青岛四方机车车辆       | 380 km/h | CRH380AL          | 100        | 1,600        | 450亿元人民币   |
| 2009年9月28日  | 青岛四方庞巴迪铁路运输设备 | 380 km/h | CRH380D           | 20         | 160          | 274亿元人民币   |
| 2009年9月28日  | 青岛四方庞巴迪铁路运输设备 | 380 km/h | CRH380DL          | 60         | 960          | 274亿元人民币   |
| 2009年9月28日  | 长春轨道客车               | 380 km/h | CRH380B           | 40         | 320          | 235.2亿元人民币 |
| 2009年9月28日  | 长春轨道客车               | 380 km/h | CRH380BL          | 15         | 240          | 235.2亿元人民币 |
| 2009年9月28日  | 长春轨道客车               | 380 km/h | CRH380CL          | 25         | 400          | 235.2亿元人民币 |
| 2009年9月28日  | 唐山轨道客车               | 350 km/h | CRH3C             | 20         | 160          | 39.2亿元人民币  |
| 2010年7月16日  | 青岛四方庞巴迪铁路运输设备 | 250 km/h | CRH1A             | 40         | 320          | 52亿元人民币    |
| 2010年9月14日  | 南车青岛四方机车车辆       | 250 km/h | CRH2A             | 20         | 160          | 34亿元人民币    |
| 2010年10月13日 | 长春轨道客车               | 250 km/h | CRH5A             | 20         | 160          | 27亿元人民币    |
| 共计           |                            |          |                   | 880        | 10,000       |                 |

### 交付统计
| 车型     | 2006年 | 2007年 | 2008年 | 2009年 | 2010年 | 2011年 | 2012年— （计划） | 共计 |
| -------- | ------ | ------ | ------ | ------ | ------ | ------ | ---------------- | ---- |
| CRH1A    | 8      | 18     | 12     | 2      | 20     | 20     |                  | 80   |
| CRH2A    | 19     | 41     |        |        | 15     | 5      |                  | 80   |
| CRH5A    |        | 27     | 29     | 4      | 30     | 30     | 10               | 130  |
| CRH1B    |        |        | 4      | 9      | 7      |        |                  | 20   |
| CRH1E    |        |        |        | 3      | 8      | 9      |                  | 20   |
| CRH2B    |        |        | 10     |        |        |        |                  | 10   |
| CRH2E    |        |        | 6      | 14     |        |        |                  | 20   |
| CRH2C    |        |        | 10     | 20     | 30     |        |                  | 60   |
| CRH3C    |        |        | 7      | 36     | 37     |        |                  | 80   |
| CRH380A  |        |        |        |        | 40     |        |                  | 40   |
| CRH380AL |        |        |        |        | 6      | 94     |                  | 100  |
| CRH380B  |        |        |        |        |        | 20     | 20               | 40   |
| CRH380BL |        |        |        |        | 11     | 49     | 55               | 115  |
| CRH380CL |        |        |        |        |        |        | 25               | 25   |
| CRH380D  |        |        |        |        |        |        | 20               | 20   |
| CRH380DL |        |        |        |        |        |        | 60               | 60   |
| 共计     | 27     | 86     | 78     | 88     | 204    | 217    | 180              | 880  |
| 累计     | 27     | 113    | 191    | 279    | 483    | 700    | 880              | 880  |

## 事故
- 2011年甬台溫鐵路列車追撞事故